# Stubbe – Von Fall zu Fall: Begleiterinnen
Begleiterinnen ist ein deutscher Fernsehfilm von Peter Kahane aus dem Jahr 2012. Es handelt sich um den dreiundvierzigsten Filmbeitrag der ZDF-Kriminalfilmreihe Stubbe – Von Fall zu Fall mit Wolfgang Stumph in der Titelrolle.

## Handlung
Der Finanzberater Maximilian Wehmann meldet sich telefonisch bei seiner Ehefrau ab, weil er angeblich kurzfristig für zwei Tage nach Zürich muss. Sowohl Ehefrau Celine  als auch Sohn Bruno wissen, dass dies nicht stimmt, sondern dass er sich mit einer Frau trifft. Noch am gleichen Tag wird er erschossen in der Tiefgarage eines Hotels aufgefunden. Die Kommissare Stubbe und Zimmermann gehen zunächst von Raubmord aus und sehen sich im Hotel um. Dort treffen sie auf Marina Blaschke, die er als Begleitservice gebucht hatte und die der Tod des Mannes sichtlich mitnimmt. Seine Ehefrau Celine reagiert dagegen gefasst auf die Todesnachricht und gibt an, dass es ihr egal sei, ob ihr Mann fremdgegangen sei, sie hätten sich geliebt. Beruflich lief es bei dem Opfer auch nicht problemlos, denn als Finanzberater hatte er einige Kunden, die ihn für ihre finanzielle Lage verantwortlich machten. Einen regelrechten Feldzug führte der Bootsführer Jens Stemmler, der von Wehmann völlig falsch beraten wurde. Als er nun von dessen Tod erfährt, ist ihm klar, dass er von ihm sein Geld nicht zurückbekommen wird. So versucht er dessen Witwe unter Druck zu setzen, damit sie den Schaden wiedergutmacht, den ihr Mann angerichtet hat. Doch sie ruft kurzerhand die Polizei, von der Stemmler dann festgenommen wird. Von Stubbe erfährt sie, dass ihr Mann wahrscheinlich eine größere Geldsumme ins Ausland transferiert hat, und Zimmermann ist davon überzeugt, dass die Ehefrau das stärkste Motiv für den Mord hatte. Ihr Wagen wurde auch zur Tatzeit in der Tiefgarage von einer der Überwachungskameras erfasst. Stubbe hält jedoch eher den Sohn Bruno für den Täter, der zugibt, regelmäßig Schießübungen mit der Pistole seines Vaters gemacht zu haben. Getötet habe er ihn aber nicht. Trotzdem wird er festgenommen, woraufhin seine Mutter den Mord an ihrem Mann gesteht. Beide haben vom jeweils anderen angenommen, dass er geschossen hat, doch nachdem die Kriminaltechnik Wehmanns Pistole als Tatwaffe ausgeschlossen hat, verfolgt Stubbe eine andere Spur. Er hat herausgefunden, dass Stemmlers Vater die Finanzgeschäfte mit Wehmann ganz allein eingefädelt hatte und schwer an der Schuld trägt. Als Stubbe ihn zur Rede stellen will, ist dieser bereits auf die Elbe hinausgeschwommen, um sich von einem Schiff „überfahren zu lassen.“ Weder Stubbe noch Stemmlers Sohn können Stemmler an seinem Freitod hindern. Von Stemmlers Sohn erfährt Stubbe, dass sein Vater Wehmann eigentlich nur mit Waffengewalt dazu zwingen wollte, ihm das Geld zurückzugeben, was dann aber eskalierte.

## Nebenhandlung
Christiane Stubbe hat sich bei dem privaten Radiosender gut etabliert. Ihre journalistische Ader lässt sie stets brisante Themen ansprechen, die die Hörer sehr interessieren, wodurch Christiane eine immer größere Bekanntheit erzielt. Trotzdem wirkt sie bedrückt und scheint sich nicht so recht darüber freuen zu können. Helge bemüht sich noch immer um Christianes Zuneigung, doch sie blockt massiv ab. Nachdem er die ganze Nacht vor ihrer Tür ausgeharrt hat, eröffnet sie Helge, dass sie schwanger ist und dies der Grund für ihre Verstimmtheit ist. Sie macht es sich nicht leicht, sich für das Kind und Helge zu entscheiden, doch seine Hartnäckigkeit überzeugt sie. Als sich die beiden Babyfotos ansehen, wird Wilfried Stubbe klar, dass er Opa wird. Doch trotz aller Vorfreude erleidet Christiane eine Fehlgeburt, was alle sehr mitnimmt.

## Hintergrund
Der Film wurde vom 17. Mai bis 20. Juni 2011 in Hamburg und Umgebung gedreht.
Mit dem Einstieg von Heike Trinker als Marlene Berger in die Krimirreihe wartet diese nach Folge 8, 14 und 24 zum vierten Mal mit einem neuen Vorspann auf.

## Rezeption

### Einschaltquote
Die Erstausstrahlung von Begleiterinnen am 7. Januar 2012 im ZDF erreichte 7,03 Millionen Zuschauer und einen Marktanteil von 21,1 Prozent.

### Kritik
Tilmann P. Gangloff meinte bei tittelbach.tv: „Die Samstagskrimis im ZDF lassen sich kaum über einen Kamm scheren, und das ist ja auch gut so. Eins aber eint sie: Jeder Film garantiert ein Wiedersehen mit guten Freunden. Deshalb geht es beispielsweise in ‚Stubbe – Von Fall zu Fall‘ nie allein um die Aufklärung eines Mordfalls, sondern stets auch um Zwischenmenschliches; meist im Rahmen der Familie. Das ist nicht immer harmonisch integriert und wirkt daher mitunter wie ein Fremdkörper. Wie man aus beiden Ebenen auch dann eine organische Einheit schafft, wenn die Schnittpunkte rein familiärer Natur sind und mit dem Fall nichts zu tun haben, macht immer wieder Peter Kahane vor.“
Die evangelisch.de schrieb: „‚Begleiterinnen‘ ist eine gut gemachte Episode.“ „Ohne sich wohlfeiler Klischees zu bedienen, werden in wenigen Einstellungen die handelnden Figuren charakterisiert. Die Geschichte mag nicht außergewöhnlich klingen, bekommt aber zunehmend Tiefgang.“
Für die Kritiker der Fernsehzeitschrift TV Spielfilm war Begleiterinnen „eher für Stubbe-Fans als für Krimifreunde“, und sie gaben dem Film eine mittlere Wertung (Daumen zur Seite).